# Delias ribbei
Delias ribbei is een vlindersoort uit de familie van de Pieridae (witjes), onderfamilie Pierinae.
Delias ribbei werd in 1886 beschreven door Röber.